# スニーカーダンサー
『スニーカーダンサー』は、1979年9月にリリースされた井上陽水の7枚目のオリジナル・アルバムである。

## 解説
- 井上陽水にとっては1970年代最後のアルバム。同年8月『なぜか上海』が先行シングルとしてリリース。
- 1985年に初CD化。1990年、2001年、2009年（SHM-CD仕様）、2019年（UHQCD仕様）に再リリース。

## 収録曲
| 全作詞: 井上陽水。 |                        |           |           |          |      |
| #                  | タイトル               | 作詞      | 作曲      | 編曲     | 時間 |
| 1.                 | 「スニーカーダンサー」 | 井上陽水  | 高中正義  | 高中正義 | 3:15 |
| 2.                 | 「Mellow touch」       | 井上陽水  | 井上陽水  | 高中正義 | 3:27 |
| 3.                 | 「事件」               | 井上陽水  | 小室等    | 星勝     | 3:12 |
| 4.                 | 「今夜」               | 井上陽水  | 井上陽水  | 星勝     | 4:37 |
| 5.                 | 「ジェニー My love」   | 井上陽水  | 井上陽水  | 高中正義 | 5:46 |
| 合計時間:          | 合計時間:              | 合計時間: | 合計時間: | 20:17    |      |

| 全作詞: 井上陽水。 |                          |           |           |          |      |
| #                  | タイトル                 | 作詞      | 作曲      | 編曲     | 時間 |
| 1.                 | 「なぜか上海」           | 井上陽水  | 井上陽水  | 高中正義 | 5:27 |
| 2.                 | 「フェミニスト」         | 井上陽水  | 井上陽水  | 星勝     | 3:47 |
| 3.                 | 「娘がねじれる時」       | 井上陽水  | 井上陽水  | 高中正義 | 4:15 |
| 4.                 | 「海へ来なさい」         | 井上陽水  | 星勝      | 星勝     | 3:43 |
| 5.                 | 「勝者としてのペガサス」 | 井上陽水  | 井上陽水  | 星勝     | 4:47 |
| 合計時間:          | 合計時間:                | 合計時間: | 合計時間: | 21:59    |      |

## 楽曲解説

### SIDE A
1. スニーカーダンサー
2. Mellow touch
3. 事件
4. 今夜
5. ジェニー My love

### SIDE B
1. なぜか上海
2. フェミニスト
3. 娘がねじれる時
  - 「なぜか上海」のB面曲。
4. 海へ来なさい
  - ジョン・レノンが息子に向けて書いた曲のように、子供のために曲を書きたいと思っていた陽水が生まれたばかりの長男のことを思い書き上げた曲。
  - 2011年に、久保田利伸が発表したアルバム『Gold Skool』でカバーしている[2]。
5. 勝者としてのペガサス

## 参加ミュージシャン
| スニーカーダンサー - Drums：井上茂 - Electric Bass, Percussion：高橋ゲタ夫 - Electric Guitar, Solina：高中正義 - Acoustic Piano：石川清澄 - Hand Clapping：Majority Clapping Association Mellow touch - Drums：井上茂 - Electric Bass, Percussion：高橋ゲタ夫 - Electric Guitar, Solina：高中正義 - Acoustic Piano：石川清澄 - Percussion：菅原由紀・中島御 事件 - Drums：井上茂 - Electric Bass, Percussion：高橋ゲタ夫 - Electric Guitar：高中正義 - Acoustic Piano, Hammond Organ, Synthesizer：乾裕樹 - Timbales：菅原由紀 今夜 - Drums：上原裕 - Electric Bass：田中章弘 - Acoustic Guitar：井上陽水 - Electric Guitar：今剛 - Percussion：中島御 - Saxophone：ジェイク.H.コンセプション - Chorus：伊集加代子・和田夏代子・鈴木広子 - Strings：多グループ ジェニー My love - Drums：井上茂 - Electric Bass：高橋ゲタ夫 - Acoustic Guitar, Electric Guitar：高中正義 - Acoustic Piano：乾裕樹 | なぜか上海 - Drums：上原裕 - Electric Bass：高橋ゲタ夫 - Electric Guitar：高中正義 - Acoustic Piano：石川清澄 - Strings：多グループ フェミニスト - Drums：井上茂 - Electric Bass：高橋ゲタ夫 - Electric Guitar：高中正義 - Acoustic Piano, Electric Piano：乾裕樹 - Percussion：菅原由紀 - Flute：衛藤幸雄 - Saxophone：土岐英史 - Chorus：吉田美奈子・和田夏代子・鈴木広子 - Strings：加藤高志グループ 娘がねじれる時 - Drums：上原裕 - Electric Bass：高橋ゲタ夫 - Electric Guitar：高中正義 - Acoustic Piano：石川清澄 - Strings：多グループ 海へ来なさい - Drums：井上茂 - Electric Bass：高橋ゲタ夫 - Electric Guitar：高中正義 - Acoustic Piano, Synthesizer：乾裕樹 - Flugel Horn：数原晋 勝者としてのペガサス - Drums, Synthesizer Drums：上原裕 - Electric Bass：田中章弘 - Acoustic Guitar：井上陽水 - Electric Guitar：椎名和夫 - Electric Piano, Acoustic Piano：中西康晴 - Synthesizer：乾裕樹 - Percussion：吉川祐二 - Flute：相馬充・石橋正治 - Flugel Horn：数原晋 - Strings：加藤高志グループ |